# ویدوکله
ویدوکله (به لاتین: Viduklė) یک شهرک در لیتوانی است که در شهرستان کاوناس واقع شده‌است. ویدوکله ۱٬۶۷۸ نفر جمعیت دارد.